# Floating Material
《Floating Material》是日本a1c公司旗下遊戲品牌biscotti製作於2010年4月30日發售的戀愛冒險類型成人遊戲，後來由PoRO改編成OVA於2011年發售共兩集。

## 角色

### 主要角色
逢坂俊
本作的男主角，鏡花泉女子學園新任的唯一男性老師。
（聲優：小倉結衣）
身高：153cm，三圍：79/54/82
鏡花泉女子學園的學生。
霧崎伊歩（聲優：宮沢ゆあな）
身高：161cm，三圍：83/57/83
鏡花泉女子學園的學生。
（聲優：青葉りんご）
身高：146cm，三圍：80/54/80
鏡花泉女子學園的學生，伊歩的的青梅足馬。
日宮悠奈（聲優：成瀨未亞）
身高：165cm，三圍：97/61/90
鏡花泉女子學園的學生。
椎名風夏（聲優：藤森ゆき奈）
身高：142cm，三圍：75/51/79
鏡花泉女子學園的學生，悠奈的青梅足馬，所屬釣魚社。

### 其他角色
（聲優：五条小夜）
鏡花泉女子學園的學生，悠奈的室友，創立釣魚社的社長。
虹野森都
鏡花泉女子學園的學生，ひまり的親友。
鏡華泉燈華（聲優：茉莉奈）
鏡花泉女子學園的理事長。
西崎琴乃（聲優：鈴田美夜子）
鏡花泉女子學園的文學老師，對車有興趣而擔任汽車社的顧問，但是駕車技術不好。
水面（聲優：森下沙耶）
燈華的秘書。

## 主題曲
遊戲片頭曲是由伊那結子、小石川由宇擔任作詞，千田和宏擔任編曲，アオキタクト擔任編曲，主唱則是由伊那結子擔任。

## OVA
OVA版是由a1c公司旗下的動畫品牌PoRO製作成人動畫，片長約30分共兩集，後來在2014年7月11日發售廉價版，2017年2月24日發售合集版。故事主要是描敘上里ひまり和霧崎伊歩的三角戀情。
集數列表
| 集數 | 標題 | 發售日        |
| ---- | ---- | ------------- |
| 上卷 |      | 2011年2月25日 |
| 下卷 |      | 2011年3月25日 |

工作人員
- 企劃：いちもつ堂
- 劇本：PON
- 角色設計：きのはらひかる
- 音樂：CycloMusic
- 製作人：天手毛天
- 動畫製作：PoRO

## 外部連結
- 官方網站biscotti（日語）